# Kasteel Ertbrugge

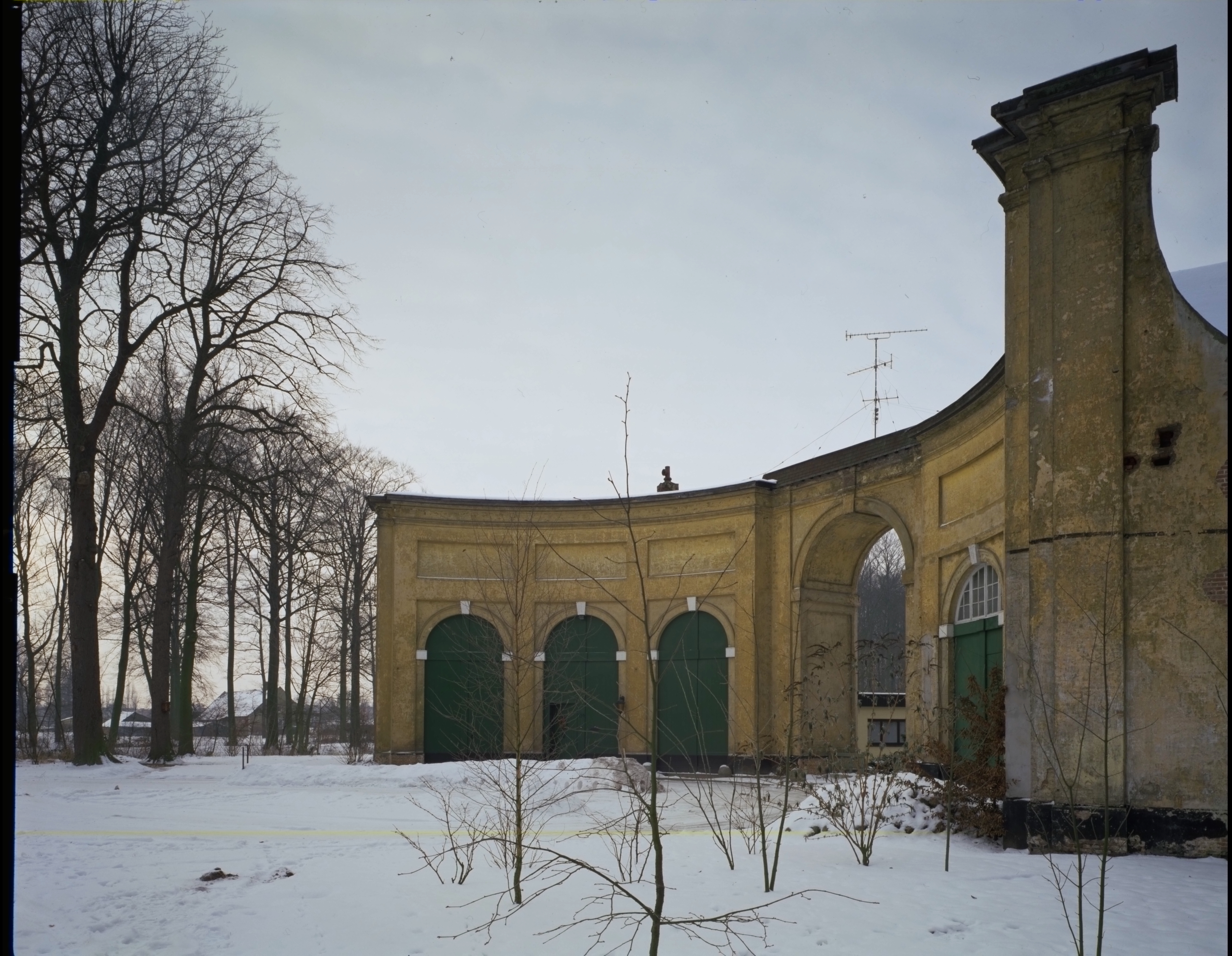
Poortgebouw

Kasteel Ertbrugge is een kasteel in de Antwerpse gemeente Wijnegem, gelegen aan Ertbruggestraat 132 en 136. Het behoorde aanvankelijk tot het grondgebied van Deurne maar werd bij de grensscheiding van 1756 toegewezen aan Wijnegem.
In de 13e eeuw was hier het Goed ter Soene te vinden. In 1544 werd de naam Ertbrugge voor het eerst gebruikt en betrof het een hof van plaisantie (buitenhuis)
Het domein behoorde destijds toe aan o.a. de gezusters Nackens en later aan hun nicht Eulalia Du Bois, echtgenote van Theodoor Bosschaert.
Het huidige kasteel werd omstreeks 1800 gebouwd in classicistische stijl. Het betreft een gebouw op rechthoekige plattegrond. In 2000 werd het volledig gerestaureerd. Het wordt omringd door een domein van 11 ha. Het koetshuis annex poortgebouw heeft een merkwaardige, gebogen gevel.